# Ochthebius dentifer
Ochthebius dentifer es una especie de escarabajo del género Ochthebius, familia Hydraenidae. Fue descrita científicamente por Rey en 1858.
Se distribuye por Italia (Cerdeña, Pula). Mide 1,4 milímetros de longitud.